# Hyperion (personaggio)
Hyperion è il nome di un numero di diversi personaggi fittizi apparsi nei fumetti pubblicati dalla Marvel Comics.
La sua identità è stata assunta da 3 differenti personaggi:
- Il primo è Zhib-Ran, creato da Roy Thomas e da Sal Buscema, è apparso in The Avengers (Vol. 1) n. 69 nel 1969.
- Il secondo è Mark Milton (Terrah-712), creato da Roy Thomas e da John Buscema è apparso in The Avengers (Vol. 1) n. 85 nel 1971.
- Il terzo è Marcus Milton (Terra-13034), testi di Jonathan Hickman e disegni di Jerome Opeña, è apparso la prima volta in The Avengers (Vol. 5) n. 1 nel 2013.

Conseguentemente la Marvel ha introdotto varie altre versioni del personaggio, ognuna situata in un punto del Multiverso.

## Storia editoriale
La prima versione di Hyperion, Zhib-Ran, creata da Roy Thomas e disegnata da Sal Buscema, era un membro dello Squadrone Sinistro, il gruppo di antagonisti convocati dall'entità cosmica nota come Gran Maestro per combattere i Vendicatori.
Pochi anni dopo, la Marvel decise di contrapporre alla versione malvagia dello Squadrone Sinistro, una più eroica e positiva. Nacque così lo Squadrone Supremo, dove il nuovo Hyperion, conosciuto come Mark Milton, era uno dei membri fondatori.
Nel 2003 la Marvel lanciò un'altra versione di Hyperion: quella di un bambino alieno spedito sulla Terra dal suo pianeta natale morente. Questa versione venne uccisa dalla razza degli Arcani durante gli eventi antecedenti al crossover Secret Wars (2015).

## Versioni

### Squadrone Sinistro (Terra-616)
Il primo Hyperion, Zhib-Ran, creato da Roy Thomas e Sal Buscema, fece il suo debutto nell'ottobre del 1969 su The Avengers #69. Qui, insieme a Trottola, Doctor Spectrum e Nottolone, faceva parte del cosiddetto Squadrone Sinistro assemblato dal Gran Maestro con l'obbiettivo di combattere i Vendicatori.
Dopo una battaglia contro i Difensori, Hyperion perse la memoria a causa di un incantesimo lanciato da Dottor Strange. Dimenticata la sua vera identità, assunse il nome di Mr.Kant e si trasferì nel Queens, dove tentò di guarire le sue ferite.
I Vendicatori riuscirono a localizzarlo, e, alla loro vista, Hyperion riacquistò istantaneamente i suoi ricordi scagliandosi contro di loro e venendo sconfitto.

### Squadrone Supremo (Terra-712)
L'Hyperion di Terra-712, sostanzialmente una controparte Marvel di Superman, era l'ultimo sopravvissuto della razza degli Eterni. Giunto sulla Terra dal suo pianeta morente, venne adottato dalla famiglia Milton, che lo crebbe dandogli il nome di Mark. Mark venne cresciuto seguendo un forte codice morale, divenendo quindi il supereroe chiamato Hyperion. Da adulto si trasferì nella città di Cosmopolis, dove cominciò a lavorare come giornalista.
Durante la sua carriera di super eroe si unì allo Squadrone Supremo, versione alternativa e positiva dello Squadrone Sinistro situata in un altro universo. Lo Squadrone era in tutto e per tutto una ripresa della Justice League della DC Comics, da cui Thomas trasse ispirazione essendone un grande fan.
Negli eventi che riguardano lo Squadrone Supremo, Hyperion, insieme ai Vendicatori, si trovò più volte a dover combattere contro lo Squadrone Sinistro e la sua controparte malvagia dell'universo Terra-616.
Successivamente lo Squadrone, incontrato l'eroe Quasar, prese residenza presso la base governativa Progetto Pegasus.

### Zombie Hyperion (Terra-616)
Durante gli eventi di Marvel Zombi, Hyperion è uno dei cloni zombi creati dal Dr. Mortimer Dauoi facente parte di una versione Zombie dello Squadrone Supremo. Evaso da Progetto Pegasus, si cibò di un'anziana coppia di fattori, di un'intera squadra di football e di tre camion pieni di mucche. Incontrato il gruppo dei Mietitori, uccise ognuno di loro eccetto Pioniere, la quale riuscì a salvarsi perché, poco prima di cibarsene, Zombie Hyperion morì per complicazioni dovute alla malattia della mucca pazza.

### Hyperion (Terra-13034)
Nel 2012, durante il periodo Marvel Now, Jonathan Hickman introduce nella serie Avengers una versione di Hyperion molto simile a quella dell'universo Terra-712.
Come nella versione dell'universo Terra-712, Hyperion è l'unico sopravvissuto della razza degli Eterni e viene mandato sulla Terra per salvarsi dal suo pianeta natale morente. Lì venne trovato da un individuo chiamato Padre. Cresciuto ed educato secondo forti e giusti principi morali, da adulto assunse l'identità di Hyperion.
Un giorno, il suo universo ed un altro entrarono in collisione. Mentre cercava di prevenire la distruzione della sua realtà venne risucchiato nel vuoto lasciato dalla potente esplosione, come unico sopravvissuto. In seguito il gruppo di scienziati di un altro universo noto come A.I.M. riuscì a portarlo nella loro realtà. Qui, tenuto in cattività, fu successivamente liberato dai Vendicatori, i quali gli offrirono un posto tra i loro ranghi.
La sua prima missione come Vendicatore fu quella di salvare altri membri catturati da Ex Nihilo e tenuti in ostaggio su Marte. Dopo averli riportati sani e salvi sulla Terra si recò nelle Terre Selvagge, una zona colpita da una delle bombe di Ex Nihilo. Durante il viaggio trovò i figli del sole, una razza di esseri evoluta nata da uno degli ordigni esplosi in quell'area. Hyperion cominciò a occuparsi di loro, spendendo molto tempo per educarli e crescerli.
In seguito alla minaccia degli Arcani, esseri superiori ostinati a distruggere ogni forma di vita nell'universo, Hyperion, insieme a Thor, fu l'ultimo scudo a difesa dell'umanità. Entrambi perirono nell'impresa, compiendo il sacrificio estremo.

## Poteri e abilità
Tutte le versioni di Hyperion possiedono una forza, velocità e resistenza sovrumana e la capacità di volare. Ognuna ha anche una potente percezione sensoriale e la "vista atomica", l'equivalente della vista calorifica di Superman. Le versioni di Hyperion degli universi Terra-712 e Terra-13034 possiedono anche la capacità di manipolare l'energia cosmica, ottenendo così una grande longevità e un potente fattore di rigenerazione.

## Altri media

### Televisione
- Hyperion appare nella serie Avengers Assemble come un alieno di un altro pianeta giunto sulla Terra e che tenta di combattere la corruzione insieme alla sua squadra.
- Hyperion appare nella serie Super Hero Squad Show. Insieme a Nottolone viene trasportato in un'altra realtà per combattere Iron Man, Hulk e la strega Scarlet.

### Videogiochi
- Hyperion è un personaggio DLC in LEGO Marvel's Avengers.
- Hyperion è un personaggio giocabile in Marvel: Sfida dei campioni.
- Hyperion è un personaggio giocabile sul gioco per cellulare Marvel Future Fight.